# Sándor Zámbó
Sándor Zámbó (Újpest, 10 ottobre 1944) è un ex calciatore ungherese, di ruolo centrocampista.

## Palmarès

### Club

#### Competizioni nazionali
- Campionato ungherese: 9

Újpest: 1969, 1970, 1970-1971, 1971-1972, 1972-1973, 1973-1974, 1974-1975, 1977-1978, 1978-1979
- Coppa d'Ungheria: 3

Újpest: 1969, 1970, 1974-1975

#### Competizioni internazionali
- Coppa Piano Karl Rappan: 1

Újpest: 1978